# 小行星1021

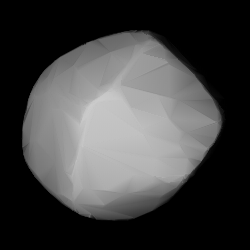

小行星1021（1021 Flammario）是一颗绕太阳运转的小行星，为主小行星带小行星。该小行星于1924年3月11日发现。
該小行星以法國天文學家卡米耶·弗拉馬里翁命名。

## 轨道参数
小行星1021的轨道半长轴为2.7423310 UA，离心率为0.284。